# Golf-áramlat

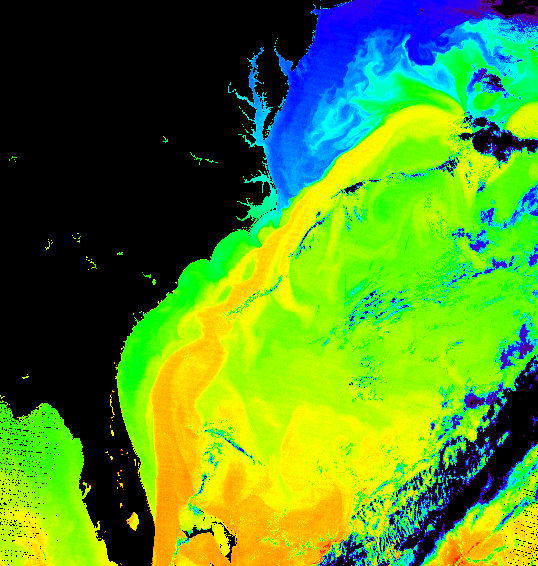
Az Atlanti-óceán hőmérsékleti eloszlását mutató képen narancssárga és sárga szín jelöli a Golf-áramlatot. Forrás: NASA

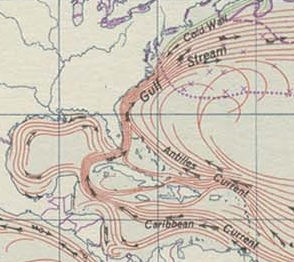
A Golf áramlatai Észak-Amerikánál

A Golf-áramlat északi folytatásával, az Észak-atlanti-áramlattal együtt erős, meleg és gyors atlanti-óceáni áramlat, amely a Mexikói-öbölben indul, elhalad a Floridai-szorosnál, majd az Amerikai Egyesült Államok és Új-Fundland keleti partjai mellett, majd áthalad az óceánon.

## Felfedezése
Juan Ponce de León 1513-ban felfedezte Floridát, majd dél felé hajózva a félsziget déli végén a szembe jövő áramlat olyan erős lett, hogy a horgonyról letépte és elsodorta a flottilla egy hajóját. Antón de Alaminos főkormányos megvizsgálta a tengeráramlás irányát és megállapította, hogy az áramlat Nyugat-Európa partjaihoz jut el, ezért azt javasolta, hogy használják fel a Nyugat-Indiákból Spanyolországba való visszatéréskor. A spanyolok később az „Öbölből jövő áramlatnak” nevezték.

## Futása
A nyugati hosszúság 30. és az északi szélesség 40. fokánál kétfelé válik, északi ága Európa északi része felé halad (Észak-atlanti-áramlat), a déli pedig Nyugat-Afrika felé visszakanyarodik (Kanári-áramlat). A Golf-áramlat, illetve meghosszabbításai jelentősen befolyásolják azon szárazföldi területek éghajlatát, amelyek közelében elhaladnak.
Az Észak-atlanti-áramlat jóval melegebbé teszi Nyugat-Európa éghajlatát, és különösen az észak-európai teleket, mint amilyenek nélküle lennének. Például januárban Norvégia tengerparti területei átlagban mintegy 3 °C-kal melegebbek, mint az azonos szélességi fokon fekvő észak-kanadai kontinentális területek.
Az Atlanti észak-egyenlítői áramlat Afrika északi partjaitól folyik nyugat felé. Amikor elér Dél-Amerika északkeleti partjaihoz, két ágra szakad. Az egyik a Karib-tengerre halad, a másik, az Antillák áramlás a Nyugat-Indiáktól északra és keletre. A két ág a Floridai-szorostól északra egyesül újra, és folytatja útját.

## Hidrológiai jellemzői
A Golf-áramlás mintegy 1,4 petawatt hőt szállít. Vízhozama a Floridai-szorosnál másodpercenként 31 millió köbméter (30 sverdrup), a Hatteras-fokot elhagyva pedig már 81 millió köbméter. Emellett eltörpül az Atlanti-óceánba ömlő összes folyó hozama, másodpercenként 0,6 millió köbméter. Ugyanakkor ez kisebb, mint az antarktiszi Nyugati Szél áramlat hozama.
Svájci és kanadai kutatók a kanadai Új-Skócia tartomány partjainál végzett kutatásaik alapján úgy vélik, hogy a Golf-áramlat hatása az elmúlt 40 évben felerősödött. Ezen a partszakaszon a meleg, tápanyagokban gazdag Golf-áramlat találkozik a hűvösebb, tápanyagokban szegényebb Labrador-áramlattal, ami az 1970-es évek elejétől fogva fokozatosan veszít jelentőségéből. A két áramlat eltérő nitrogénizotópokat szállít, amit a korallok beépítenek vázaikba. Ezeknek a koralloknak a vizsgálata derített fényt az áramlási viszonyok megváltozására, amire a 70-es évek elejéig semmi jel nem mutatott, most azonban a jelenséget összefüggésbe hozzák a globális felmelegedéssel.